# Glyptocephalus
Glyptocephalus es un género de peces pleuronectiformes de la familia Pleuronectidae.

## Especies
Se reconocen las siguientes especies:
- Glyptocephalus cynoglossus, llamada en algunas partes de España lenguadina.
- Glyptocephalus kitaharai
- Glyptocephalus stelleri
- Glyptocephalus zachirus